# Medalha de Júkov
A Medalha de Júkov (em russo: Медаль Жукова; romaniz.: Medal' Jukova) é uma condecoração militar da Federação da Rússia. A medalha foi instituída inicialmente na Rússia e, por decisão do Conselho de Chefes de Estado da Comunidade dos Estados Independentes em 26 de maio de 1995, passou a ser concedida também por outros países da Comunidade dos Estados Independentes a veteranos da Grande Guerra Patriótica. Posteriormente, foi restabelecida como condecoração concedida a quem serve nas Forças Armadas da Federação da Rússia. É nomeada em honra de Gueorgui Júkov, o militar mais condecorado da história da União Soviética. Trata-se de uma condecoração estatal da Federação da Rússia, instituída em comemoração ao centenário de nascimento de Gueorgui Júkov.  
O estatuto da medalha previa que a Medalha de Júkov era uma medalha concedida a militares e a integrantes civis das fileiras do Exército Vermelho, da Marinha, das tropas do NKVD, a partisans e integrantes da resistência clandestina, por bravura, firmeza e coragem demonstradas em combate contra os invasores nazi-fascistas e militaristas japoneses, e em comemoração ao centenário do nascimento de Gueorgui Júkov. A medalha também é concedida a militares do Ministério da Defesa da Federação da Rússia e de outros ministérios e órgãos nos quais a legislação da Federação da Rússia prevê serviço militar, por bravura e coragem demonstradas em combate na defesa da Pátria e dos interesses do Estado da Federação da Rússia. O autor do desenho da medalha é o Artista do Povo da Federação da Rússia Valeri Balabanov.  

## História

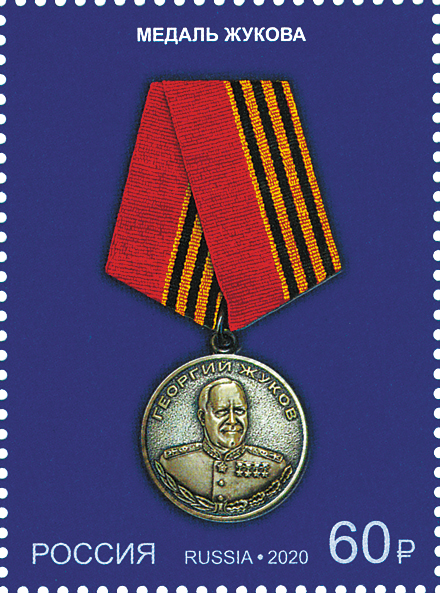
Medalha de Júkov em um selo postal russo de 2020 da série "Prêmios Estatais da Federação da Rússia"

A Medalha de Júkov foi instituída pelo Decreto do Presidente da Federação da Rússia n.º 930, de 9 de maio de 1994, “Sobre a instituição da Ordem de Júkov e da Medalha de Júkov”. Esse decreto complementava o Decreto do Presidente da Federação da Rússia n.º 442, de 2 de março de 1994, “Sobre as condecorações estatais da Federação da Rússia”. Em 6 de março de 1995, foi publicado o Decreto do Presidente da Federação da Rússia n.º 243, “Sobre a aprovação do Estatuto da Ordem de Júkov, do Estatuto da Medalha de Júkov e de suas descrições”. O estatuto inicial da medalha previa que ela seria concedida a veteranos militares e civis do Exército Vermelho, da Marinha e das tropas do NKVD, bem como a partisans e integrantes da resistência clandestina, por bravura, coragem e firmeza demonstradas nos combates contra os invasores nazistas ou militaristas japoneses, e em comemoração ao centenário do nascimento de Gueorgui Júkov. A base para a concessão da medalha era a simples comprovação de participação direta na Grande Guerra Patriótica de 1941–1945 como parte das forças armadas soviéticas ou em combate contra o Japão. A medalha também poderia ser concedida a militares do Ministério da Defesa da Federação da Rússia, bem como de outros ministérios e departamentos nos quais a legislação russa prevê serviço militar, pela coragem e bravura demonstradas em ações de combate em defesa da Pátria e dos interesses do Estado da Federação da Rússia. 
Embora inicialmente instituída na Rússia, a Medalha de Júkov foi posteriormente adotada em todos os países da Comunidade dos Estados Independentes, conforme a decisão do Conselho de Chefes de Estado, aprovada em 26 de maio de 1995, em Minsk, com base na decisão anterior do Conselho de Chefes de Governo sobre o projeto de resolução para regulamentar a concessão da Medalha de Júkov a cidadãos dos Estados participantes da CEI (essa norma perdeu a vigência em 2000). A decisão aprovou o estatuto e a descrição da medalha de Júkov, idênticos aos estabelecidos pelo Decreto Presidencial da Federação da Rússia n.º 243, e foi assinada por todos os doze países membros.
Com base nessa decisão, os países da Comunidade dos Estados Independentes criaram seus próprios atos normativos, com os quais regulamentaram o procedimento de concessão da medalha. Na Bielorrússia, isso se deu por meio do Decreto do Presidente da República da Bielorrússia de 18 de setembro de 1997, n.º 477, e na Ucrânia, pelo Decreto do Presidente da Ucrânia de 18 de março de 1998, n.º 198/98. Em 30 de dezembro de 1995, foi publicado mais um Decreto do Presidente da Federação da Rússia, n.º 1334, “Sobre as alterações e complementações ao Estatuto da Medalha de Júkov, aprovado pelo Decreto do Presidente da Federação da Rússia de 6 de março de 1995, n.º 243, ‘Sobre a aprovação do Estatuto da Ordem de Júkov, do Estatuto da Medalha de Júkov e de suas descrições’”, no qual se estabelecia que a Medalha de Júkov seria concedida não apenas a ex-combatentes da Grande Guerra Patriótica, mas também a militares russos. Em conformidade com esse decreto, foi assinado o Decreto do Presidente da Federação da Rússia de 19 de fevereiro de 1996, n.º 72-rp, no qual se aprovava a instrução sobre o procedimento de concessão da Medalha de Júkov na Rússia. Posteriormente, por decretos do Presidente da Rússia, foram feitas diversas alterações importantes no estatuto e na descrição da Medalha de Júkov.

## Estatuto

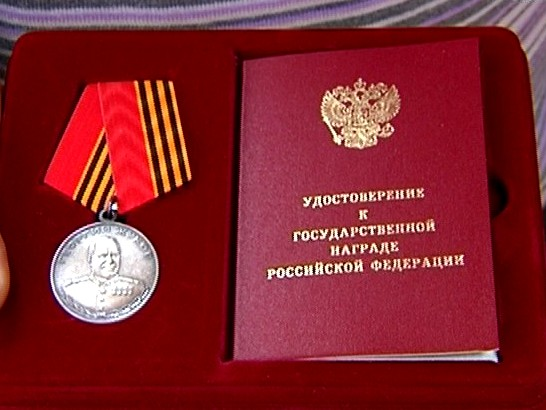
Medalha de Júkov junto de seu certificado

O estatuto atualmente em vigor na Federação da Rússia sobre a Medalha de Júkov foi aprovado pelo Decreto do Presidente da Federação da Rússia de 7 de setembro de 2010, n.º 1099, “Sobre medidas para o aperfeiçoamento do sistema estatal de condecorações da Federação da Rússia”, com alterações e complementações de 16 de dezembro de 2011, 12 de abril de 2012, 15 de setembro de 2018 e 19 de novembro de 2021.
1. A Medalha de Júkov é concedida a militares por bravura, abnegação e coragem pessoal demonstradas em ações de combate na defesa da Pátria e dos interesses estatais da Federação da Rússia, por distinções especiais no cumprimento do serviço de combate, prontidão de combate e pela participação em exercícios e manobras, bem como por desempenho exemplar no treinamento de combate.
2. A concessão da Medalha de Júkov pode ser feita postumamente.
3. A Medalha de Júkov é usada no lado esquerdo do peito e, na presença de outras medalhas da Federação da Rússia, deve ser colocada após a Medalha de Ushakov.
4. Para ocasiões especiais e uso cotidiano, prevê-se o uso de uma cópia miniaturizada da Medalha de Júkov, que deve ser posicionada após a miniatura da Medalha de Ushakov.
5. Ao ser usada sobre o uniforme sob a forma de fita na barra de condecorações, a barreta da Medalha de Júkov deve ser colocada após a fita da Medalha de Ushakov.

### Versões anteriores do estatuo da Medalha de Júkov
De 6 de março a 30 de dezembro de 1995, esteve em vigor na Federação da Rússia a seguinte redação do estatuto da Medalha de Júkov:
1. A Medalha de Júkov é concedida a militares e civis contratados do Exército Vermelho, da Marinha, das tropas do NKVD, a partisans e membros da resistência clandestina, por bravura, firmeza e coragem demonstradas em combates contra os invasores nazistas e militaristas japoneses, e em comemoração ao centenário de nascimento de G. K. Júkov.

A base para a concessão é a apresentação de documentos que comprovem participação direta na Grande Guerra Patriótica de 1941–1945 como parte do Exército ativo ou em combates contra o Japão.
2. A concessão da Medalha de Júkov é feita por decreto do Presidente da Federação da Rússia.
3. A entrega da Medalha de Júkov é realizada, em nome e por ordem do Presidente da Federação da Rússia, por dirigentes dos órgãos do poder estatal dos sujeitos da Federação Rússia, chefes de administrações distritais e municipais, comissários militares e comandantes.
4. A Medalha de Júkov não é entregue a pessoas que tenham sido condecoradas com a Ordem de Júkov.

5. A Medalha de Júkov é usada no lado esquerdo do peito e colocada após a Medalha do Jubileu “50 anos de Vitória na Grande Guerra Patriótica 1941–1945”.
De 30 de dezembro de 1995 a 7 de setembro de 2010, o estatuto da Medalha de Júkov esteve em vigor na Federação da Rússia com a seguinte redação:
1. A Medalha de Júkov é concedida a militares e civis contratados do Exército Vermelho, da Marinha, das tropas do NKVD, a partisans e membros da resistência clandestina, por bravura, firmeza e coragem demonstradas em combates contra os invasores nazistas e militaristas japoneses, e em comemoração ao centenário de nascimento de G. K. Júkov.

A base para a concessão é a apresentação de documentos que comprovem participação direta na Grande Guerra Patriótica de 1941–1945 como parte do Exército ativo ou em combates contra o Japão.
A concessão da Medalha de Júkov é feita por decreto do Presidente da Federação da Rússia.
A entrega da Medalha de Júkov é realizada, em nome e por ordem do Presidente da Federação da Rússia, por dirigentes dos órgãos do poder estatal dos sujeitos da Federação da Rússia, chefes de administrações distritais e municipais, comissários militares e comandantes.
A Medalha de Júkov não é entregue a pessoas que tenham sido condecoradas com a Ordem de Júkov.
2. A Medalha de Júkov é concedida a militares do Ministério da Defesa da Federação da Rússia, de outros ministérios e órgãos nos quais a legislação da Federação da Rússia prevê o serviço militar, por coragem e bravura demonstradas em ações de combate na defesa da Pátria e dos interesses estatais da Federação da Rússia.
A concessão da Medalha de Júkov a militares é feita conforme as normas do Regulamento sobre condecorações estatais da Federação da Rússia, conforme a redação do Decreto do Presidente da Federação da Rússia de 1 de junho de 1995, nº 554 “Sobre a introdução de alterações ao Decreto do Presidente da Federação da Rússia de 2 de março de 1994, nº 442 ‘Sobre condecorações estatais da Federação da Rússia’”.

3. A Medalha de Júkov é usada no lado esquerdo do peito e colocada após a Medalha do Jubileu “50 Anos de Vitória na Grande Guerra Patriótica 1941–1945”, e, na ausência desta, após a Medalha “Por Distinção na Proteção da Ordem Pública”.

## Estatuto da CEI
Para todos os países participantes da CEI, exceto a Rússia, esteve em vigor entre 1995 e 2000 o Estatuto da Medalha de Júkov, aprovado pela Decisão do Conselho de Chefes de Estado em 26 de maio de 1995:

1. A Medalha de Júkov é concedida a militares e civis contratados do Exército Vermelho, da Marinha, das tropas do NKVD, partisans e membros da resistência clandestina pela bravura, firmeza e coragem demonstradas em combates contra os invasores germano-fascistas e militaristas japoneses, e em comemoração ao centenário de nascimento de G. K. Júkov.

2. A concessão da Medalha de Júkov é feita por decreto do chefe do Estado participante da Comunidade dos Estados Independentes.
3. A organização da entrega da Medalha de Júkov é regulada pelo Estado participante da Comunidade dos Estados Independentes.
4. Aos agraciados com a Ordem de Júkov não é concedida a Medalha de Júkov.

5. A Medalha de Júkov é usada no lado esquerdo do peito e colocada após a Medalha do Jubileu “50 Anos de Vitória na Grande Guerra Patriótica 1941–1945”.
Na prática, embora o estatuto teve validade para todos os países da CEI, apenas Bielorrússia, Ucrânia e Rússia chegaram a conceder a Medalha de Júkov.

## Tipos
Inicialmente, a medalha era feita de metal amarelo e não possuía numeração, sendo concedida a veteranos da Grande Guerra Patriótica. No mesmo modelo, mas com número no reverso, ela era entregue a militares que se destacaram principalmente na Chechênia e na Geórgia. Posteriormente, a medalha passou a ser produzida em prata e a numeração recomeçou do início, sendo concedida por distinção na Síria.
| Medalha de Júkov tipo 1 Casa da Moeda de Moscou (Numeradas e não numeradas) | Medalha de Júkov tipo 2 Casa da Moeda de Moscou | Medalha de Júkov tipo 2 Russkiye Remesla |
| --------------------------------------------------------------------------- | ----------------------------------------------- | ---------------------------------------- |
|                                                                             |                                                 |                                          |

## Descrição da medalha
Na Federação da Rússia, o formato da Medalha de Júkov foi alterado em 2010. A medalha passou a ser feita de prata e possui formato circular, com 32 mm de diâmetro. No anverso há a imagem em relevo, do busto de Júkov, com a cabeça ligeiramente tornada para a direita, com uniforme, suas quatro estrelas de Herói da União Soviética e uma Estrela de Marechal pescoço. A imagem de Júkov nessas condecorações contém um erro. No uniforme de abotoamento simples com colarinho ereto do marechal estão dispostas quatro estrelas de Herói da União Soviética. Esse modelo de uniforme foi abolido em abril de 1945, e Júkov recebeu a terceira e a quarta Estrelas, respectivamente, em 1 de junho de 1945 e 1 de dezembro de 1956. Na parte superior, está a inscrição em relevo “GUEORGUI JÚKOV" ("ГЕОРГИЙ ЖУКОВ”; GEORGIY JÚKOV) e, na inferior, ramos de louro e carvalho em relevo.
No reverso, ao centro, encontra-se a inscrição em relevo “POR DISTINÇÃO EM SERVIÇO" ("ЗА ОТЛИЧИЕ В СЛУЖБЕ”; ZA OTLICHIE V SLUJBU), e logo abaixo o número de série da medalha. Na parte inferior, há novamente ramos de louro e carvalho. As bordas são cercadas por um filete em relevo. A medalha é presa, por argola e anel, a um suporte pentagonal coberto por fita moiré de seda de 24 mm de largura. A metade esquerda da fita é vermelha; a metade direita possui cinco listras longitudinais iguais, alternando três pretas e duas laranjas, e nas extremidades há listras laranjas de 1 mm. Para uso em uniforme, utiliza-se uma barra de 8 mm de altura com a mesma fita. A miniatura, de 16 mm, também é usada em suporte.
Antes de 2010, a Medalha de Júkov era de latão e também circular, com 32 mm de diâmetro. O anverso era igual ao modelo atual. No reverso, ao centro, havia a inscrição em relevo “1896–1996” e, na parte inferior, ramos de louro e carvalho. A fita e o suporte eram idênticos ao modelo atual.
De acordo com o decreto presidencial de 6 de março de 1995 nº 243, o reverso original trazia os anos “1896–1996” e ramos de carvalho e louro na parte inferior. Após a alteração do estatuto da medalha em 2010, o reverso passou a exibir a inscrição “POR DISTINÇÃO EM SERVIÇO” ao centro, com o número de série abaixo. A medalha é suspensa pelo suporte pentagonal russo padrão, coberto pela fita moiré de seda de 24 mm, sendo a metade esquerda vermelha e a metade direita com as cores da Fita de São Jorge.

## Premiados
Número de concessões da medalha em 1 de janeiro de 2005:
- mais de 2,5 milhões de concessões a veteranos
- mais de 10 mil concessões a militares

Foi publicado apenas um Decreto do Presidente da Federação da Rússia sobre a concessão da medalha, o decreto de 19 de fevereiro de 1996 nº 205, no qual o Presidente Boris Iéltsin determinou:

Em comemoração ao 100º aniversário de nascimento do comandante G. K. Júkov, prestando homenagem ao grande feito, heroísmo e abnegação dos veteranos de guerra, reverenciando a memória dos que caíram na defesa da Pátria, e em conformidade com o ponto 1 do Decreto do Presidente da Federação da Rússia de 30 de dezembro de 1995 nº 1334 "Sobre alterações e acréscimos ao Regulamento sobre a Medalha de Júkov, aprovado pelo Decreto do Presidente da Federação da Rússia de 6 de março de 1995 nº 243 «Sobre a aprovação do Estatuto da Ordem de Júkov, do Estatuto sobre a Medalha de Júkov e de suas descrições»", decido:

Conceder a Medalha de Júkov a militares e a civis contratados do Exército Vermelho, da Marinha, das tropas do NKVD, a partisans e membros da resistência clandestina, pela bravura, firmeza e coragem demonstradas nas ações de combate contra os invasores nazistas alemães e os militaristas japoneses.

## Fatos interessantes
- O chefe da República da Chechênia, Ramzan Akhmatovitch Kadyrov, foi condecorado com a Medalha de Júkov duas vezes.[18]
- Segundo o site oficial do LDPR,[19] o líder desse partido, V. V. Jirinovski, foi condecorado com a Medalha de Júkov. Como Jirinovski, devido à sua idade, não poderia ter participado da Segunda Guerra Mundial, ele só poderia ter sido condecorado, de acordo com o estatuto da medalha, “por coragem e bravura demonstradas em ações de combate na defesa da Pátria e dos interesses estatais da Federação da Rússia”. Um cidadão russo levantou dúvidas sobre a participação de Jirinovski em ações de combate e enviou um pedido oficial ao LDPR solicitando esclarecimentos sobre a questão. Em resposta, ele recebeu apenas uma carta com a impressão do artigo da Medalha de Júkov da Wikipédia em russo.[20]
- Na Rússia, desde 20 de fevereiro de 1997, uma organização pública não registrada, o Presidium Permanente do Congresso dos Deputados do Povo da URSS (PPSND URSS), concedia uma medalha com um nome semelhante “Marechal da União Soviética Júkov”. De acordo com o decreto do PPSND URSS, a medalha era concedida a “veteranos da Grande Guerra Patriótica e do trabalho, veteranos das Forças Armadas e órgãos de segurança da URSS, cidadãos que sobreviveram ao cerco, bem como participantes ativos de atividades patrióticas populares”.[21] A fabricação da condecoração deveria ser paga pelos próprios agraciados.[22][23] Em abril de 2002, o Ministério da Justiça advertiu a presidente do PPSND URSS, Saji Umalatova, sobre a inadmissibilidade da emissão de ordens e medalhas com a simbologia da antiga URSS, além de enviar uma representação à Procuradoria-Geral solicitando a adoção de medidas de resposta por parte do Ministério Público.[24]